# Daphne Touw
Daphne Touw, född den 13 januari 1970 i Sint-Oedenrode, Nederländerna, är en nederländsk före detta landhockeyspelare.
Hon tog OS-brons i damernas landhockeyturnering i samband med de olympiska landhockeytävlingarna 2000 i Sydney.